# Joan Brossa
 (juin 2025).
Si vous disposez d'ouvrages ou d'articles de référence ou si vous connaissez des sites web de qualité traitant du thème abordé ici, merci de compléter l'article en donnant les références utiles à sa vérifiabilité et en les liant à la section « Notes et références ».
Joan Brossa [ʒuˈam ˈbɾɔsə] né le 19 janvier 1919 à Barcelone et mort dans cette même ville le 30 décembre 1998 est un poète, auteur dramatique, dessinateur graphique et artiste plastique espagnol d'expression catalane, pour lequel il n'existait pas de frontières entre les genres : à son avis, « tous sont des faces de la même pyramide ». Il a été l'inspirateur et l'un des fondateurs de la revue Dau al Set et du groupe artistique du même nom (1948).

## Biographie et œuvre
Joan Brossa est considéré comme l'un des grands créateurs de poésie visuelle, ainsi que l'introducteur de ce genre en Espagne. Cependant il a été un important auteur de poésie littéraire (plus de 80 livres), de poésie scénique (il touchait à tous les champs : pièces de théâtre, scénarios de cinéma, livrets d'opéra, performances, cabaret, happenings, actions musicales, actions spectacles, cirque, strip-teases… jusqu'à plus de 350 œuvres) et de proses (littéraires, programmatiques ou circonstancielles). Sa seule langue de création a été la langue catalane.
Âgé de 18 ans, il participe à la guerre civile espagnole recruté par l'armée républicaine, où il est blessé à l'œil. C'est pendant cette guerre qu'il fait ses débuts littéraires dans une revue de son bataillon. Après sa rentrée à Barcelone (1941), Joan Brossa se lie avec le poète J.V.Foix, le peintre Joan Miró et le dynamiste culturel Joan Prats, des sommets des avant-gardes catalanes qui restaient alors en exil intérieur, tus par le Franquisme. Il fait également la connaissance (1948) du poète brésilien João Cabral de Melo Neto, alors que celui-ci était vice-consul dans la capitale catalane. Cette rencontre fut déterminante et influença l'œuvre du poète, en lui donnant une forte connotation sociale.
Bien qu'à ses débuts il ait exploré l'hypnagogie, le surréalisme, le dadaïsme et tous les grands mouvements des avant-gardes européennes, il s'est plus tard consacré à la composition de centaines de sonnets, d'odes sapphiques et de sextines d'une totale perfection formelle, autant que de milliers de poèmes libres et directs. Cabral de Melo édita et préfaça en 1950 le livre Em va fer Joan Brossa (Joan Brossa m'a fait), l'un des premiers exemples européens d'« antipoésie ». En 1970 l'apparition du volume Poesia rasa (Poésie rase), réunion de dix-sept livres écrits depuis 1943, ayant eu une mince diffusion lors de leur première publication ou tout à fait inédits, secoua fortement le panorama littéraire catalan qui était toujours sous contrôle politique. Depuis lors et jusqu'à sa mort, Brossa n'a pas cessé de publier. Aujourd'hui, son travail occupe una place prépondérante dans la littérature contemporaine catalane et il a été déjà traduit dans plus de quinze langues.
L'œuvre de Brossa est toujours imprégnée de visualité et d'esprit plastique — presque photographique — vers la réalité quotidienne reliée et ralliée par les lecteurs/spectateurs à leur regard. La fonction de l’artiste n'est donc qu'agir comme l'amadou du potentiel de chacun. À ce propos les armes brossiennes sont la satire, l'ironie, la critique et parfois l’irrévérence. À son avis, la forme est toujours prioritaire face au contenu, et en conséquence sa poésie a pris souvent l'aspect de jeu de mots, même de jeu de lettres, capable de toucher le lecteur au premier abord. Cela n’exclut pas le fort engagement patriotique catalan de son message, politique autant que social.
Au long de sa carrière, les paroles de Joan Brossa ont trouvé la complicité de nombreux artistes, dont les peintres Joan Miró, Antoni Tàpies, Alfons Borrell et Riera i Arago, le sculpteur Eduardo Chillida, les poètes Serge Pey et Bernard Manciet, les musiciens Josep Maria Mestres Quadreny et Carles Santos, les cinéastes Pere Portabella et Carlos Atanes, le photographe Chema Madoz.

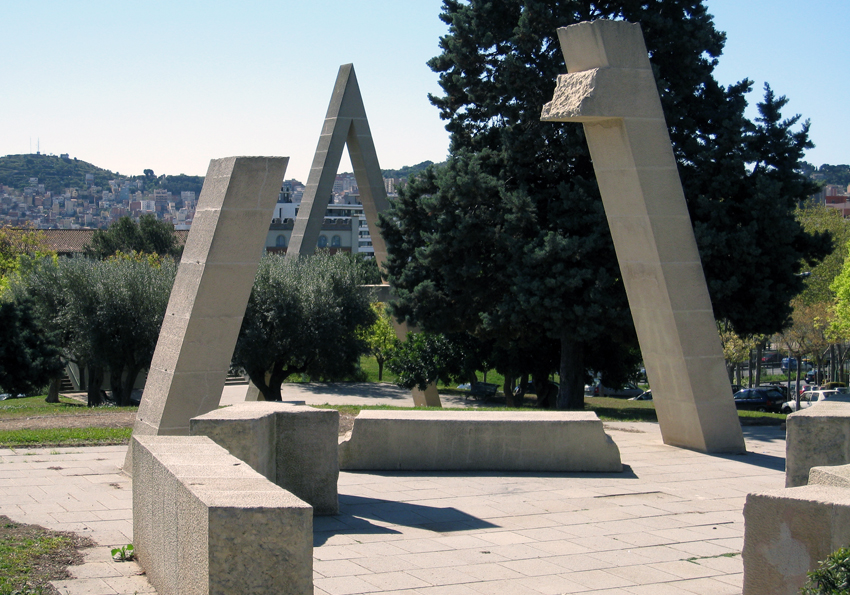
Joan Brossa : Poème visuel transitable en trois parties (1984) à Barcelone, Parc du Vélodrome d'Horta.

Brossa n'a voulu être appelé que « poète », et pourtant c'est son œuvre plastique (poèmes visuels, poèmes-objet, affiches, installations, poèmes urbains…), en débordant évidemment les frontières idiomatiques, qui a fait de lui une référence mondiale, même dans certaines ambiances artistiques qui méconnaissent souvent son immense travail littéraire. Fidèle a des paramètres futuristes, en 1941 il esquisse les premiers « poèmes expérientaux », lorsque sa poésie déborde la stricte littérature avec une technique proche du calligramme. La première incursion de Brossa dans la plastique corporelle est un objet trouvé daté de 1943. Après cela, c'est en 1951 qu'il composa sa première association d'objets disparates et en 1956 sa première installation, dans la vitrine d'une boutique à Barcelone. C'est dans les années soixante que son expérimentation dans la poésie visuelle et « objectuelle » atteint sa plénitude, en nombre et en profondeur. Justement, c'est en 1960 que Brossa crée le poème-objet Cerilla (Allumette) et en 1965 le livre d'artiste Novel·la (Roman) — ce dernier en collaboration avec Antoni Tàpies —, des chefs-d'œuvre de l'art conceptuel international. Quant à ses poèmes visuels (presque mil cinq-cents, la plupart restant inédits), ils sont conçus en des séries bien réglées, à fin d'être présentés à l'instar d'un livre, bien que parfois, ils soient publiés individuellement en sérigraphie.
C'est après l'arrivée de la démocratie en Espagne (1978) que la poésie de Brossa se déploie dans les affiches, souvent liés avec des événements de culture populaire, en pleine liberté. Enfin ses livres peuvent être publiés sans censure, ni linguistique ni idéologique. Il reçoit bientôt des commandes des nouvelles autorités démocratiques, et en 1984 son œuvre parvient dans les espaces publics avec le monumental Poème visuel transitable en trois parties placé près du vélodrome de Barcelone : c'est le premier « poème urbain », genre que Brossa, en parallèle avec les genres littéraire, dramatique et visuel, ne quittera plus.
Après sa première retrospective à la Fundació Joan Miró de Barcelone en 1986, l'œuvre plastique de Brossa fut bientôt exposée individuellement au-dehors de son Pays : Munich (1988), New York, Amsterdam et Bâle (1989), Houston et Minneapolis (1990), Céret-Collioure (1991), etc. Cette dernière année, l'exposition au Museo Centro Nacional de Arte Reina Sofia à Madrid fit sa vraie consécration internationale, confirmée incessamment par la présence du poète aux pavillons officiels des Biennales de São Paulo (1993) et de Venise (1997) et des expositions singulières à Londres et Chicago (1992), Marseille et Malmö (1993), Paris (1995), Francfort (1997), Mexico, Monterrey, Cassel, Goppingen et Göteborg (1998). Il reçoit par ailleurs en 1995 la Médaille d'or du mérite des beaux-arts par le Ministère de l'Éducation, de la Culture et des Sports.

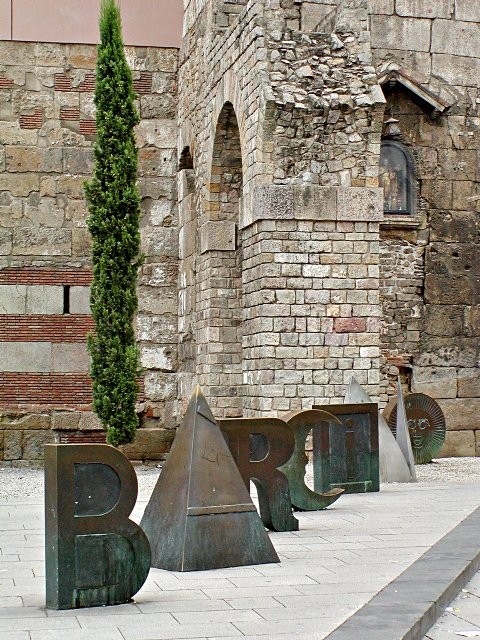
Joan Brossa : Poème urbain Barcino (1994) à Barcelone, place de la Cathédrale.

Après la mort du poète, une grande exposition anthologique, réalisée encore à la Fundació Joan Miró (2001), situa définitivement Joan Brossa parmi les grands noms de la création artistique de la seconde moitié du XXe siècle. À partir de 2005 de nouvelles rétrospectives ont voyagé dans plusieurs villes du Chili, du Brésil, d'Argentine, du Portugal, d'Espagne, de l'Autriche, de la Tchéquie, de la Suède, de la France, d'Allemagne, de la  Pologne, du Mexique et encore de la France, tandis que son œuvre était déjà arrivée dans des musées et collections d'art contemporain du monde entier.
En 1988, Joan Brossa est décoré de la Médaille Picasso de l'UNESCO. Il reçoit en 1998 la Médaille d'Or du Círculo de Bellas Artes. En 1999, à l'occasion de son 80e anniversaire, il devait recevoir le doctorat honoris causa de l'Université autonome de Barcelone. Mais vingt jours avant cette date, le poète meurt dans un accident domestique.
En 2012, le monumental legs de Joan Brossa — plus de 64 000 pièces — a été mis en dépôt auprès du MACBA de Barcelone.

## Traductions en français
- Pim-pam-poum où la pyramide des pommes, Action spectacle, Farce, Le Calendrier et Hommage au Vietcong (poésie scénique). Traduction d’Alain Arias-Misson. Bruxelles, L'VI (septembre 1968).
- Quadern de poèmes (poésie littéraire). Traduction d’Anne-Marie Comert. Barcelone : Ariel, 1969.
- En avant! et Défaite (poésie littéraire). Traduction pas signée. Toulon, Le journal des poètes nº 8, année 40e (1969).
- Poème (poésie littéraire). Traduction de Mathilde Bensoussan. Paris, Le Monde (11 avril 1970), supplément littéraire, p. V.
- Poème floral, Poisson de cire et Mot à l’envers (poésie littéraire). Traduction  de J. L. Soderberg. Paris, Paroles peintes nº 4 (hiver 1970).
- Oracle sur Antoni Tàpies (prose poétique). Traduction d’Alain Arias-Misson. Dans Vicens F. et al. : Antoni Tàpies o l'escarnidor de diademes. Barcelone : La Polígrafa, 1971.
- Sextine à Joan Miró (poésie littéraire). Traduction de Pierre Lartigue et Maurice Molho. Paris, L'Humanité (20 avril 1978).
- Sextine conceptuelle, Sextine, Sextine en pleine pluie, Sextine de la vie là-haut ou l'apothicaire boiteux, Face à face dans des bois avec beaucoup d'effanures et Sextine à Joan Miró (poésie littéraire). Traduction de Pierre Lartigue et Montserrat Prudon. Paris, Po&sie nº 24 (1983).
- Où l'auteur se lamente de n’avoir pas su conserver un tendre amour (poésie littéraire). Traduction de Montserrat Prudon. Paris, Les cahiers de Pandora nº 13 (mars 1987).
- Chanson sextine, Voyage et Berceau (poésie littéraire). Traduction de Pierre Lartigue. Dans Anthologie poétique. Cultures hispaniques et culture française. Paris : Ed. Noiesis  / Unesco, 1988.
- Sextine à l’architecte Josep M. Jujol (poésie littéraire). Traduction de Claudine Fitte. Catalogue de l’exposition Jujol. Paris : Centre Pompidou, 1990.
- L'illusionniste (anthologie de poésie littéraire). Traduction de Pierre Lartigue et Montserrat Prudon. Paris : Ed. La Différence (Orphée ; 109), 1991  (ISBN 2729107347).
- Sextine conceptuelle, Sextine à Joan Miró et Sextine à la vie là-haut ou l'apothicaire boiteux. Traduction de Pierre Lartigue.  Manchester, Mediterraneans nums. 2-3 (1992).
- Feu à la cruche (scénario). Traduction d'Edmond Raillard. Dans Janicot, Christian (éd.) Anthologie du cinéma invisible. Paris / Strasbourg : Jean-Michel Place / ARTE, 1995, p. 85-89  (ISBN 2858932336).
- A…B (poésie scénique). Traduction de Luca Benefort. Paris, Cahiers de la Comédie-Française nº 26 (hiver 1997).
- Élégie (poésie littéraire). Traduction pas signée. Il y a trente ans. Saint-Amand-Montrond : Ed. La Remembrance, 2005
- Le poète présente quinze pantomimes (poésie littéraire). Traduction de Marc Audi. Lyon, Nioques nº 1 (2006)  (ISBN 2914904061).
- Action spectacle en trois parties, Voyage inexplicable, Action spectacle dans un restaurant self-service, Action spectacle en deux parties, La mer et Dix numéros de strip-tease (poésie scénique). Traduction d’Alain Arias-Misson et Marc Audi. Paris, Luna-Park nº 5, nouvelle série (été 2009)  (ISBN 9782802500261).
- Le jardin de la Reine, Le temps, Élégie au Che (poésie littéraire et visuelle). Traduction de Montserrat Prudon. Paris, La Nouvelle Revue Française nº 590 (juin 2009)  (ISBN 9782070126064).
- Poèmes civils (poésie littéraire). Traduction de Thierry Defize. Villeurbanne : Urdla (La Source d'Urd ; 6), 2010  (ISBN 9782914839358).
- Strip-Tease et Théâtre irrégulier suivi de Actions musicales (poésie scénique). Traduction de Marc Audi. Paris : Les Éditions de l'Amandier (Théâtre), 2010  (ISBN 9782355161193).
- Petite ode le jeudi et Magique cinéma (poésie littéraire). Traduction de Jean-Claude Morera. Dans Huit siècles de poésie catalane. Paris :  L'Harmattan (Accent Tonique), 2010  (ISBN 9782296116917).
- Sommaire Astral et autres poèmes (poésie littéraire). Traduction et préface de Marc Audi. Marseille : cipM (Spectres Familiers), 2011  (ISBN 9782909097909).

## Livres de poésie visuelle

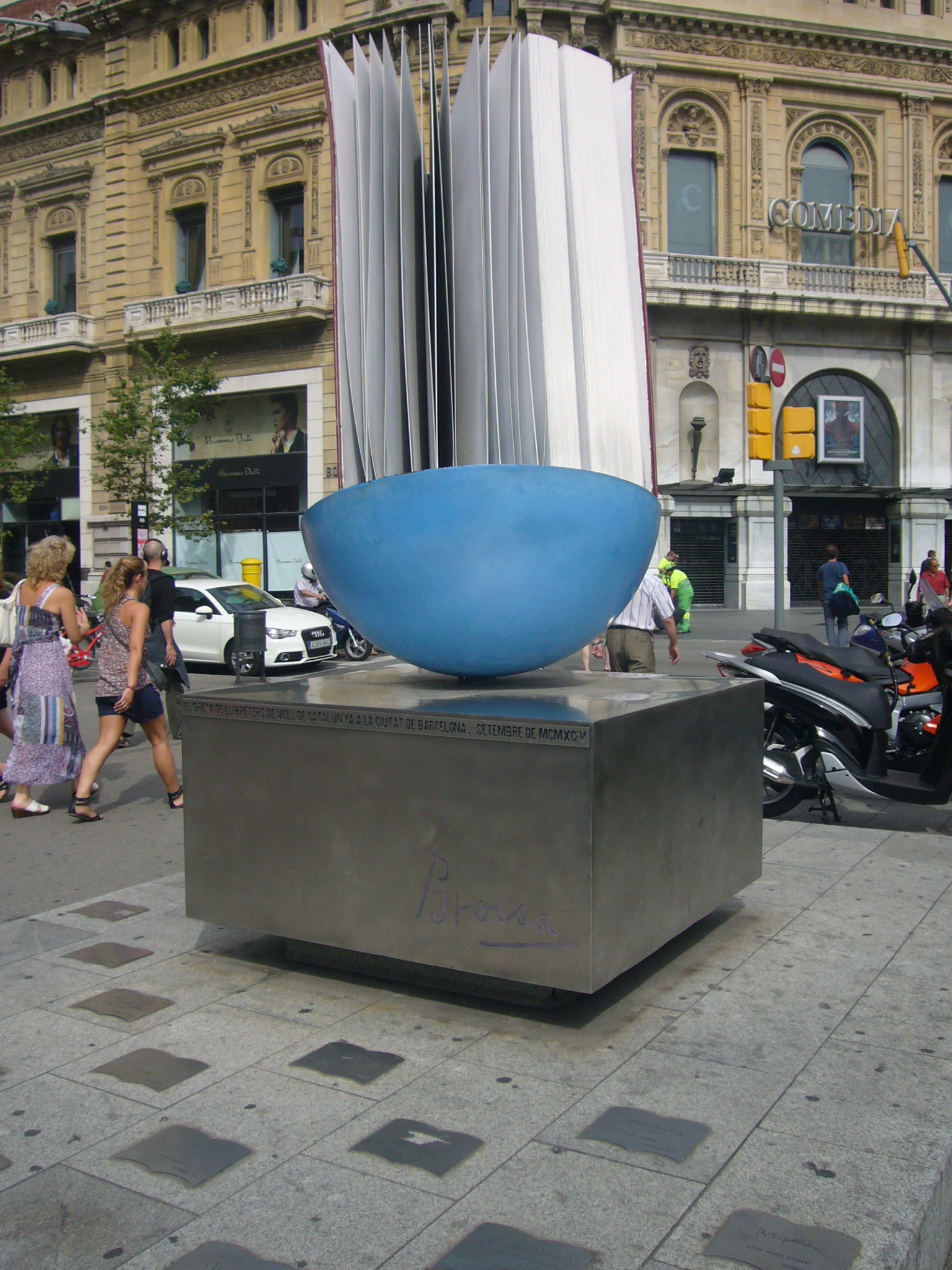
Joan Brossa : Poème urbain Hommage au livre (1994) à Barcelone, carrefour Passeig de Gràcia / Gran Via.

- Poemes visuals (anthologie). Barcelone : Edicions 62 (Els llibres de l’escorpí, Poesia ; 29), 1975,  (ISBN 8429711112).
- Poemes objecte (anthologie). Barcelone : Servicios Editoriales, 1978,  (ISBN 8485546008).
- Los quasigrafismos de Brossa (anthologie). Barcelone : Mario Eskenazi, 1990
- Arlequins. Barcelone : Sala Tandem DDB Needham, 1996
- Joan Brossa. Poesia visual. Valence : IVAM, 1997,  (ISBN 8448215915).
- Joan Brossa. Cartells 1975-1999. Sabadell ; Palma de Majorque : Caixa de Sabadell ; Sa Nostra, 1999,  (ISBN 8495166097). (rééd. Barcelone : Fundació Joan Brossa, 2001,  (ISBN 8493195154)
- Poemes visuals (anthologie). Barcelone : Ed. 62 ; Empúries (Poesia ; 49), 2001,  (ISBN 842974794X).
- Poesia tipogràfica (anthologie thématique). Barcelone : Fundació Joan Brossa ; Ajuntament, 2004,  (ISBN 8476094159).
- Les etceteras. Marseille : cipM, 2011,  (ISBN 9782909097916).
- Fora de l'umbracle (mixte poésie littéraire et visuelle). Tarragone : Arola-URV, 2012,  (ISBN 9788494072642).
- Joan Brossa. Poemes visuals (reproduction de l'œuvre graphique sériée complète). Barcelone : Enciclopèdia Catalana, 2014,  (ISBN 9788441222847).